# Paramathes picata
Paramathes picata là một loài bướm đêm trong họ Noctuidae.